# Kończyce-Kolonia
Kończyce-Kolonia (prononciation : [kɔɲˈt͡ʂɨt͡sɛ kɔˈlɔɲa]) est un village polonais de la gmina de Kowala dans le powiat de Radom de la voïvodie de Mazovie dans le centre-est de la Pologne.
Le village compte approximativement une population de 406 habitants en 2006.

## Histoire
De 1975 à 1998, le village appartenait administrativement à la voïvodie de Radom.